# غلامرضا نجاتی
سرهنگ غلامرضا نجاتی (زاده 1298 اراک – درگذشته ۱۳۷۶) محقق و نویسنده و سرهنگ نیروی هوایی بود.
تحصیلات ابتدائی و متوسطه را در دبیرستان صمصامی اراک بپایان رساند. سپس بدانشکده افسری رفت و پس از نیل بدرجه افسری به نیروی هوایی انتقال یافت و دوره خلبانی را با موفقیت بپایان رساند و سالها در واحد های مختلف نیروی هوایی خدمت کرد در سال 1330 تاریخ نیروی هوایی و سوانح هوایی ایران را منتشر کرد. داستان شور انگیز ((فرار ژنرال ژیرو))سردار نامدار فرانسوی و محاکمه تاریخی((مارشال پتن))رئیس حکومت ویشی از از کتابهای اوست که به چاپ رسیده است
سرهنگ نجاتی سالها با مطبوعات همکاری داشته است(منبع کتاب زندگی و مرگ یک قهرمان(پاتریس لومومبا)مترجم سرهنگ نجاتی)

## تالیفات
- جمال عبدالناصر (پیرامون شخصیت او و جنبش ناسیونالیسم عرب و جنگ ژوئن ۶۷ تا درگذشت جمال عبدالناصر)
- یک ویت کنگ، یک میلیون دلار (پیرامون جنگ رهایی بخش تاریخی ویتنام)
- پاتریس لومومبا و نهضت استقلال طلبی کنگو
- مارشال پتن و نهضت مقاومت فرانسه
- تاریخ جنبش ملی شدن نفت (۱۳۶۳)
- اسرار کودتای ۲۸ مرداد (ترجمه) اثر تحقیقی پروفسور مارک ج.گازیورووسکی
- سه گزارش (۱۳۶۶)
- تاریخ مبارزات و تحولات ۲۵ ساله از مرداد ۳۲ تا بهمن ۵۷ (۱۳۷۳)
- ۶۰ سال خدمت و مقاومت با استبداد ۲ جلد (خاطرات مهندس بازرگان)
- مصدق ؛ سالهای مبارزه و مقاومت ۲ جلد
- تهاجم
- ماجرای کودتای سرلشکر قرنی
- تاریخ نیروی هوایی و سوانح هوایی ایران